# Hal Hinson
Hal Hinson (n.  ?, SUA) este un critic de film american care a scris pentru ziarul The Washington Post din 1987 până în 1997. În iulie 2015 el avea 887 de recenzii colectate pe site-ul Rotten Tomatoes.
Hinson a scris recenzii pentru revista de cinema Film Comment la mijlocul anilor 1980. El a scris, de asemenea, un eseu despre Montgomery Clift, intitulat „Some Notes on Method Acting” pentru Sight &amp; Sound în 1984.
Hinson a fost menționat adesea ca un critic nepopular în rândul confraților săi, deoarece nu ezită să scrie recenzii care să contrasteze cu cele ale majorității. El a lăudat, de exemplu, filmul Hudson Hawk, care fusese „demolat” de aproape toți criticii. Un alt exemplu este recenzia făcută filmului Super Mario Bros., care s-a plasat împotriva consensului critic. În anul 1996 Hal Hinson a fost concediat de conducerea ziarului The Washington Post pentru că întârzia permanent la proiecțiile filmelor.